# الکساندر بوکسا
الکساندر بوکسا (انگلیسی: Aleksander Buksa؛ زادهٔ ۱۵ ژانویهٔ ۲۰۰۳) بازیکن فوتبال اهل لهستان است.
از باشگاه‌هایی که در آن بازی کرده‌است می‌توان به باشگاه فوتبال ویسوا کراکوف اشاره کرد.
وی همچنین در تیم‌های ملی فوتبال زیر ۱۶ سال لهستان، زیر ۱۷ سال لهستان، زیر ۱۹ سال لهستان، زیر ۲۰ سال لهستان، و زیر ۲۱ سال لهستان بازی کرده‌است.